# Jenkinsia lamprotaenia
Jenkinsia lamprotaenia är en fiskart som först beskrevs av Gosse, 1851.  Jenkinsia lamprotaenia ingår i släktet Jenkinsia och familjen sillfiskar. IUCN kategoriserar arten globalt som livskraftig. Inga underarter finns listade i Catalogue of Life.